# Ana Victoria García Álvarez
Ana Victoria García Álvarez (Ciudad de México, 20 de diciembre de 1984) es una empresaria mexicana. Fundadora de Victoria147, academia de negocios para emprendedoras y empresarias. Inversionista, conferencista y autora del libro "Ellas". Ha sido considerada por Forbes como una de las 100 Mujeres Más Poderosas de México, y por Expansión como una de las "30 Promesas en los 30".

## Biografía
Ana Victoria nació en la Ciudad de México el 20 de diciembre de 1984, estudió Mercadotecnia en la Universidad Anáhuac y posteriormente realizó una Maestría en Administración y Negocios en la misma universidad. En el 2003 comenzó su carrera profesional en distintas revistas de mercadotecnia mientras estudiaba su carrera. Una vez egresada ingresó a Endeavor México en el 2006, donde se desempeñó como Directora regional, liderando la oficina de Ciudad de México y Monterrey. Debido a su gran interés en el tema del desarrollo de negocios e impacto económico, ha impartido distintas clases a nivel licenciatura enfocadas a evaluación de proyectos y emprendimiento. .
En el 2012 fundó Victoria147, una plataforma que promueve el desarrollo de las mujeres a través de la creación, consolidación y aceleración de sus propias empresas y el fomento de su liderazgo en altos niveles corporativos.
Victoria147 cuenta con expertos asociados en México, Estados Unidos y Latinoamérica y ha trabajado con más de tres mil mujeres emprendedoras y cuatro mil mujeres ejecutivas. Fue certificada por la Secretaría de Economía como Aceleradora Reconocida. Tiene presencia en la Ciudad de México, Mérida y Monterrey.
Ana Victoria participa recurrentemente en el panel de empresarios del programa Shark Tank México un proyecto coproducido por Sony Pictures Television, SPT Networks y Claro Video. Como miembro del elenco original ha compartido pantalla con Arturo Elías Ayub, Carlos Bremer, Marcus Dantus, Rodrigo Herrera Aspra y Jorge Vergara.

## Reconocimientos

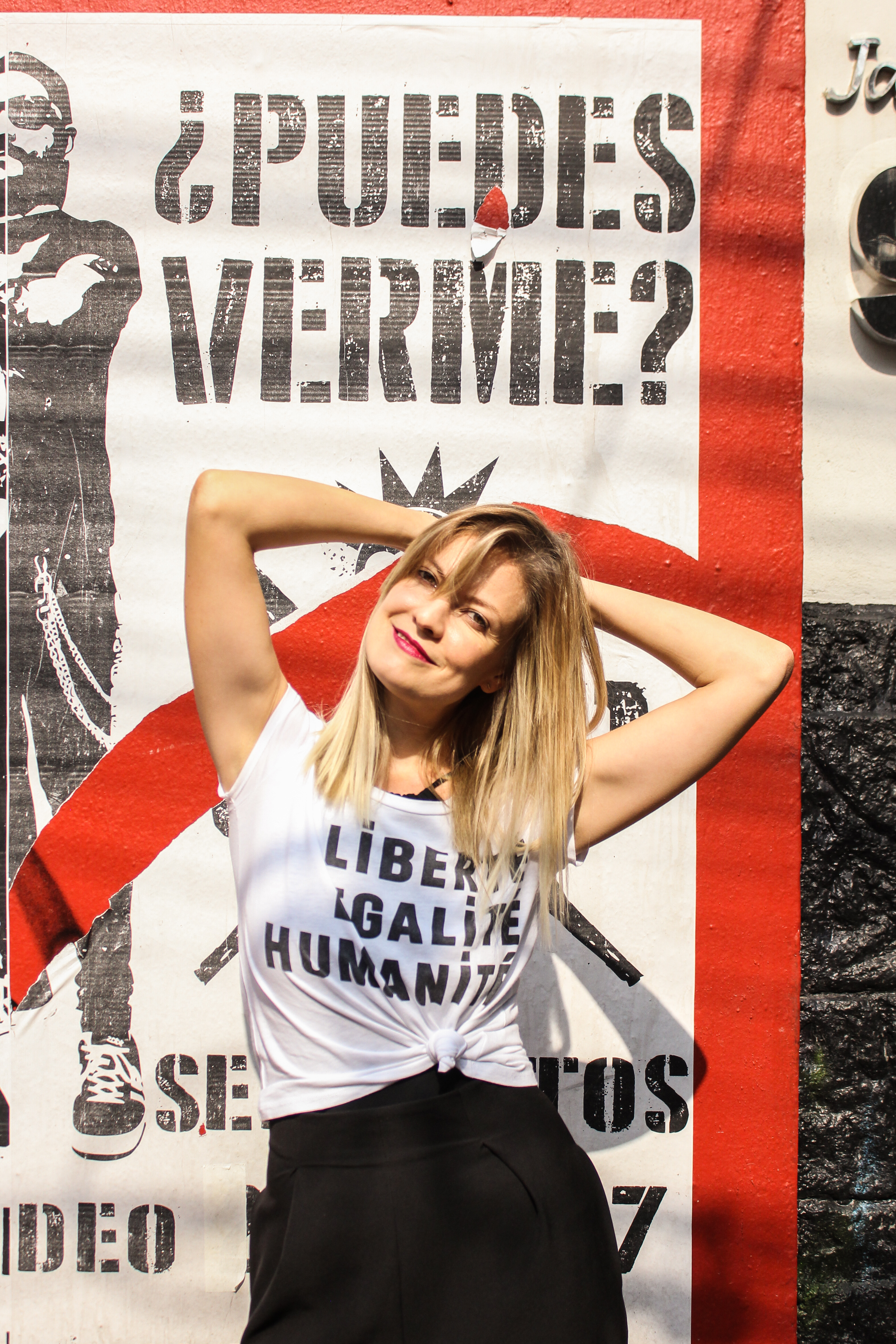
Ana victoria García, CEO y Fundadora de Victoria147.

- Conferencista en la séptima edición de MBA México en MIT y Harvard.
- Nombrada por la revista Forbes como una de las 100 Mujeres Más Poderosas de México en su edición 2016.[6]
- Fue seleccionada en 2015 por la revista Fortune en Nueva York así como por la Embajada de Estados Unidos por su trayectoria e impacto social.[7]
- Ana Victoria ha formado parte del consejo consultivo de más de 40 empresas de emprendedores.
- Creó Victoria147[8] la primera incubadora aceleradora de negocios y escuela enfocada al talento de la mujer en México y Latinoamérica enfocada en mujeres emprendedoras y ejecutivas.[9] Es la única organización con el reconocimiento del INADEM que tiene un enfoque de género. Ana Victoria es la mujer más joven en haber creado una aceleradora de negocios.
- A través de Victoria 147, ha creado la primera certificación de equidad para empresa con el fin de impulsar a más mujeres dentro de corporativos sobre su carrera profesional.[10]
- Fue nombrada por la revista Expansión como una de las "30 Promesas en los 30",[11] donde se elige al mejor talento en ese rango de edad.
- Ana Victoria ha participado como conferencista, panelista y jurado en distintos eventos como Foro Forbes, Foro Internacional Pepsico, WOBI on Entrepreneurship, Premio Santander, Premio American Extress-Dell, Enchúlame el Changarro[12] de Martha Debayle, Premio Microsoft, entre otros. Donde destaca su participación como evaluadora de proyectos de emprendimiento.
- Ana Victoria García Álvarez recibió la Medalla Anáhuac en la Universidad Anáhuac Querétaro de manos del Rector, Mtro. Luis E. Alverde Montemayor en enero de 2017.